# Lac Pollet
Lac Pollet is een meer van 16,5 km² in de Canadese provincie Québec. Het bevindt zich diep in de uitgestrekte boreale wouden van de zeer afgelegen regio Jamésie.

## Geografie

### Ligging
Lac Pollet bevindt zich in het uiterste oosten van de regio Jamésie op amper 3 km van de grens met de regio Le Fjord-du-Saguenay. Binnen Jamésie valt het meer onder de bevoegdheid van de enorme gemeente Eeyou Istchee Baie-James.
De dichtstbij gelegen plaatsen zijn het 105 km noordelijker gelegen spookdorp Nitchequon en het 206 km oostelijker gelegen spookdorp Gagnon. De dichtstbij gelegen permanent bewoonde plaats is het 275 km zuidwestelijker gelegen Creedorp Mistissini.
Het meer ligt 5 km ten oosten van het iets grotere Lac Pluto op zo'n 680 m boven de zeespiegel.

### Omschrijving
Lac Pollet heeft langs zijn zuidwest-noordoostas een lengte van 9 km en een maximale breedte van 3 km. Het meer telt een 40-tal eilanden waarvan de twee grootste bijna 12 hectare meten. In het westen watert Lac Pollet via een naamloos riviertje af naar Lac Pluto. 